# Telmatobius espadai
Telmatobius espadai es una especie de anfibio anuro de la familia Telmatobiidae.

## Distribución geográfica
Esta especie es endémica de los Andes bolivianos. Se encuentra entre los 3000 y 3500 m sobre el nivel del mar en:
- Choquetanga Chico en la provincia de Inquisivi en el  departamento de La Paz;
- cerca del río Apaza en la provincia del Chapare en el departamento de Cochabamba.[3]

## Etimología
Esta especie lleva el nombre en honor a Marcos Jiménez de la Espada.

## Publicación original
- De la Riva, 2005 : Sinopsis of Bolivian Telmatobius in Lavilla & De la Riva, 2005: Estudios sobre las ranas andinas de los géneros Telmatobius y Batrachophrynus (Anura: Leptodactylidae). Asociación Herpetológica Española, Valencia, Monografías de Herpetología, vol. 7, p. 65-101[4]